# Vodopád v Bílé strži
Vodopád v Bílé strži je nejvyšší vodopád na české straně Šumavy, nachází se na středním toku Bílého potoka v nadmořské výšce 940 m, na severovýchodních svazích Královského hvozdu, 4 km jihozápadně od Hojsovy Stráže. Vodopád se nachází v katastrálním území Hamry na Šumavě, jižní (horní) konec chráněného území zasahuje též do katastrálního území Hojsova Stráž.

## Popis vodopádu
Bílý potok vytváří hluboce zaříznuté až kaňonovité údolí, které má esovitý tvar a potok v něm překonává četné skalní výchozy tvořící stupně, peřeje a nízké vodopády, jsou zde i obří hrnce vymodelované na kamenech v řečišti potoka. Skalní podloží je budováno biotiticko-muskovitickými svory, které jsou protknuty intruzemi žul a křemenných žil. Vodopád je tvořen několika stupni a kaskádami, celková výška dosahuje 13 m, nejvyšší stupeň měří 7 m.

## Pralesovité porosty
Na stráních nad řečištěm se dochovaly zbytky původního horského lesa, který má pralesovitý ráz. Nejstarší porosty dosahují věku 220 až 240 let a zachovaly se právě v okolí vodopádu. Jsou tvořeny převážně smrkem (některé exempláře dosahují průměru 95 cm ve výčetní výšce), jedlí a jeřábem. Buk se vyskytuje jen řídce, hojnější je pouze na svahu nad levým břehem Bílého potoka pod úrovní 900 m n. m. V roce 1972 zde byla vyhlášena národní přírodní rezervace Bílá Strž, která zaujímá rozlohu 79,02 ha a je v nadmořské výšce 735–1086 m.

## Přístup
Bílá strž je přístupná po červeně značené turistické stezce, která vede kolem Čertova jezera a Černého jezera a prochází severní částí Národní přírodní rezervace Bílá Strž. Z ní odbočuje dřevěný chodník sestupující k vyhlídkové terase nad vodopádem (přímo k vodopádu sestup není možný). Výchozími místy k vodopádu jsou Špičácké sedlo nad Železnou Rudou, Hojsova Stráž a Hamry.

## Galerie

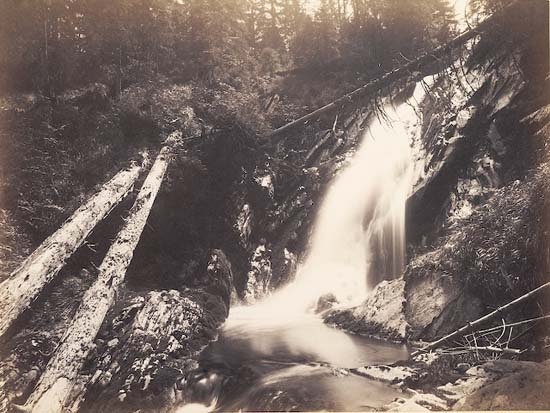
Vodopád Bílá strž na historické fotografii
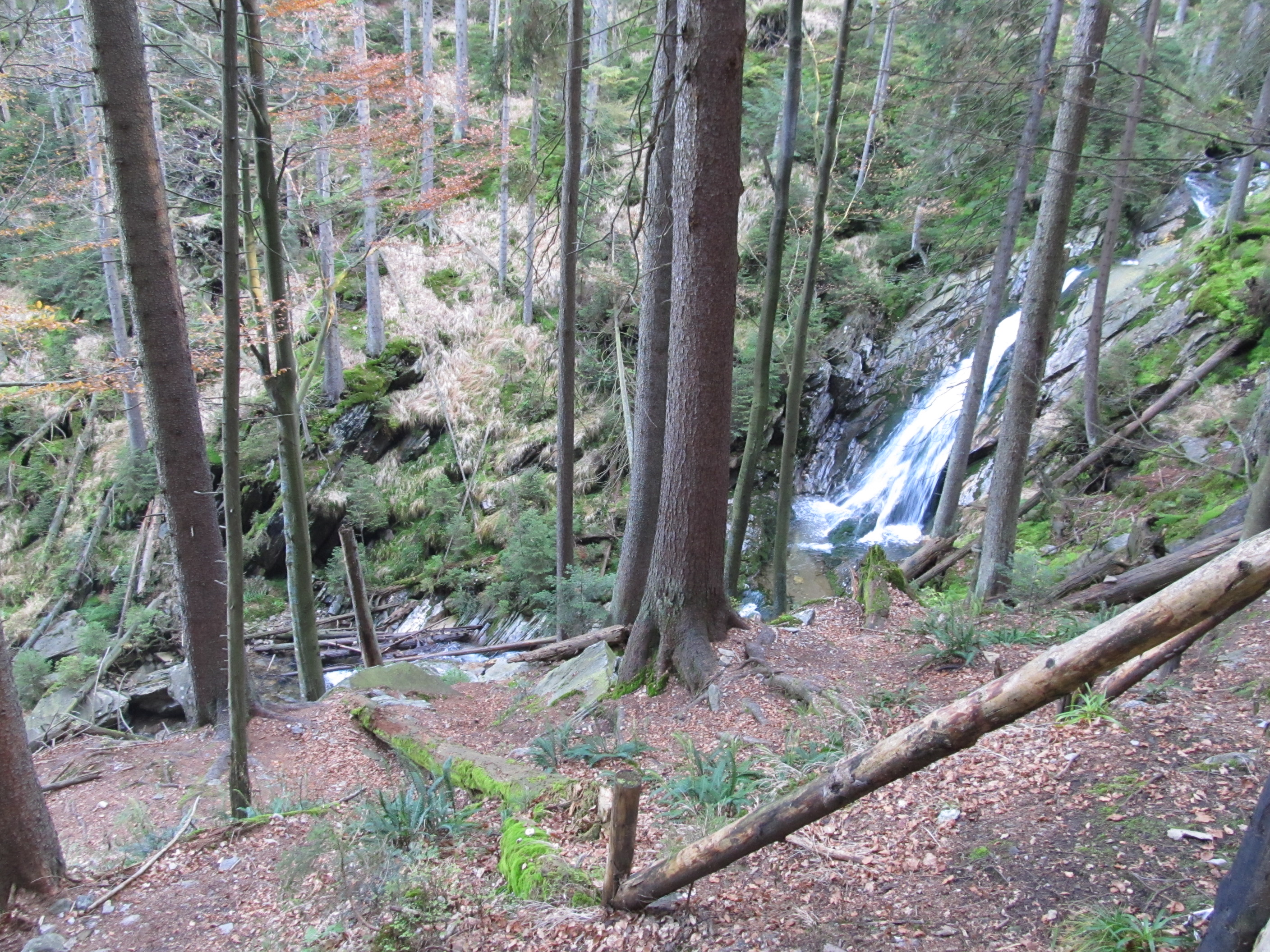
Pohled na vodopád shora